# Müjdat Boz
Müjdat Boz (* 1. Januar 1992) ist ein türkischer Biathlet.
Müjdat Boz bestritt 2009 in Ridnaun seine ersten internationalen Rennen im Rahmen des IBU-Cups. Bei seinem ersten Einzel belegte er den 128. Platz. 2011 erreichte er in Bansko als 60. und 51. in Sprintrennen seine ersten Ergebnisse im zweistelligen Bereich. Es sind zugleich bislang seine besten Resultate in der Rennserie. Erste internationale Meisterschaften wurden die Juniorenweltmeisterschaften 2010 in Torsby, bei denen Boz 63. des Einzels, 74. des Sprints und 18. des Staffelrennens wurde. Kurz darauf nahm er in Otepää auch an den Juniorenrennen der Europameisterschaften teil und wurde 58. des Einzels, 57. des Sprints und 53. der Verfolgung. Bei den Europameisterschaften 2012 in Osrblie kam er zunächst erneut bei den Junioren zum Einsatz und wurde 52. des Einzels, 57. des Sprints und beendete ihr Verfolgungsrennen aufgrund seiner Überrundung nicht. Für das Staffelrennen wurde er in die Männermannschaft der Türkei berufen. Als Staffelläufer wurde er an der Seite von Orhangazi Civil, Ahmet Üstüntaş und Recep Efe 13. Es war der allererste Start einer türkischen Staffel im Leistungsbereich.